# Jacob de Heusch
Jacob de Heusch (gedoopt Utrecht, 23 november 1656 – Amsterdam, 8 mei 1701) was een Nederlandse kunstschilder.
De Heusch was een zoon van de Utrechtse postmeester Johannes de Heusch en diens vrouw Margrita Topas. Hij leerde de beginselen van het schildersvak van zijn oom Willem de Heusch. Hij trok rond 1675 naar Rome, waar hij zich volgens Houbraken aansloot bij de Bentvueghels. Na 1692 keerde hij terug naar Utrecht.
In De Heusch' werk zijn de invloeden van Salvator Rosa en zijn oom duidelijk merkbaar. Hij schilderde vedute, veelal havengezichten. Omdat hij geen eigen stijl had, maar deze vooral kopieerde, werd hij door de Bentgroep 'Afdruk' of 'Copia' genoemd. Tegenwoordig hangt zijn werk onder andere in de Hermitage. 